# Thousand Foot Krutch
Thousand Foot Krutch (ou TFK) é uma banda canadense cristã de Nu Metal e Post-Grunge. O vocalista Trevor McNevan formou a banda em Peterborough, Ontário (uma cidade ao noroeste de Toronto) quando saiu do colégio, em 1997. A banda já lançou oito álbuns de estúdio até hoje. TFK já trabalhou com os produtores Aaron Sprinkle (Mae/Anberlin/MxPx), Gavin Brown (Three Days Grace/Billy Talent), Arnold Lanni (Finger Eleven/Simple Plan) e Ken Andrews (Beck/Chris Cornell/Tenacious D) nos seus 3 álbuns que foram lançados pela Tooth & Nail Records.

## História

### That's What People Do (1998 - 2000)
That's What People Do é um álbum independente lançado em 1997, vendeu mais de 5 mil cópias. Em 1999 a banda foi escolhida pela 7 Ball Magazine como uma das 25 maiores bandas independentes da América do Norte. Eles ganharam o prêmio de "Melhor Gravação Independente" e Trevor ganhou o prêmio de "Vocalista do Ano" pela The Wire Magazine. Em 2000 eles ganharam o prêmio de "Banda do Ano" no Wire Awards.

### Set It Off (2001 - 2002)
Set It Off foi lançado no dia 14 de novembro de 2000 e foi o primeiro álbum da banda lançado por uma gravadora. Set It Off tem um som bastante diferente dos outros álbuns da banda, contém muito hip-hop nas músicas com fortes influências do nu metal. A banda gravou uma edição limitada do álbum que foi vendida na festa de lançamento em Peterborough, Ontario para os seus fãs locais. TFK fez turnê com Finger Eleven, Econoline Crush, Treble Charger, The Tea Party, Matthew Good Band, Gob e outras bandas. Three Days Grace, que era uma banda cover naquele tempo, abria os shows do TFK. Trevor ajudou com as gravações do demo de Three Days Grace.

### Phenomenon (2003 - 2004)

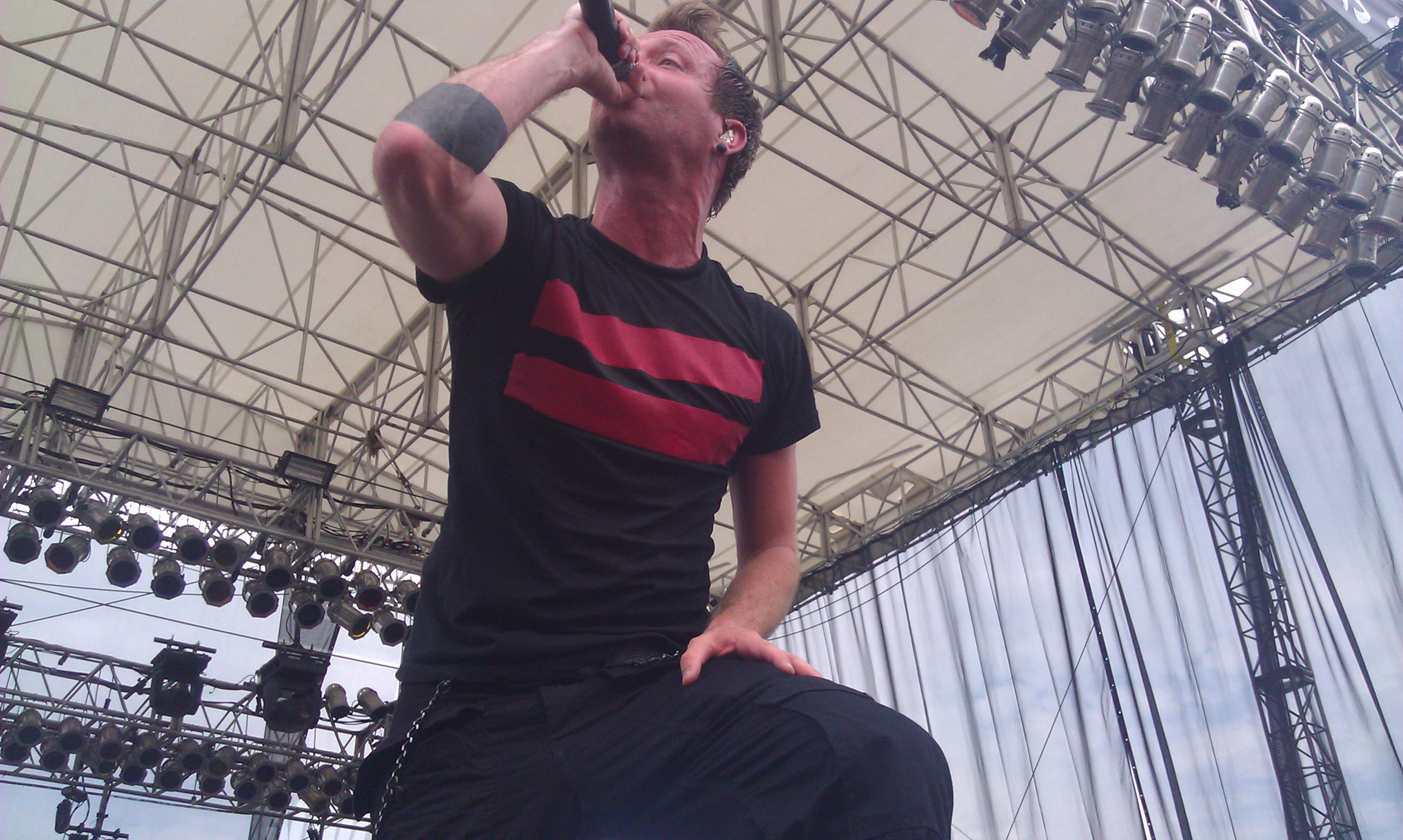
Vocalista Trevor McNevan

Em 2003 a banda assinou com a Tooth & Nail Records e lançou o seu terceiro álbum, Phenomenon. O álbum foi muito bem recebido e vendeu mais de 200 mil cópias, sendo um dos mais vendidos da história do Tooth & Nail Records. Eles continuaram seu sucesso com o relançamento de Set It Off, com 6 músicas a mais, incluindo 5 do That's What People Do e uma música nova chamada "Everyone Like Me". Naquele tempo Trevor McNevan e Steve Augustine começaram uma banda chamada FM Static, que pode ser classificada como pop punk.

### The Art Of Breaking (2005 - 2006)
No dia 19 de julho de 2005 eles lançaram seu quarto álbum de estúdio, The Art of Breaking. O single "Move" alcançou o 16º lugar na Billboard Mainstream Rock no começo de 2006. A banda foi em muitas turnês, festivais e concertos, incluindo concertos com Korn, Paramore, Relient K, AFI, Trapt e outras bandas.

### The Flame In All Of Us (2007 - 2008)
Depois de trabalhar com o produtor Ken Andrews (Beck/Chris Cornell/Tenacious D), eles lançaram o The Flame in All of Us no dia 18 de setembro de 2007. No Purevolume.com a banda foi o artista favorito nos dias 2 de julho de 2007 e 26 de agosto de 2007.

### Welcome To The Masquerade (2009 - 2011)

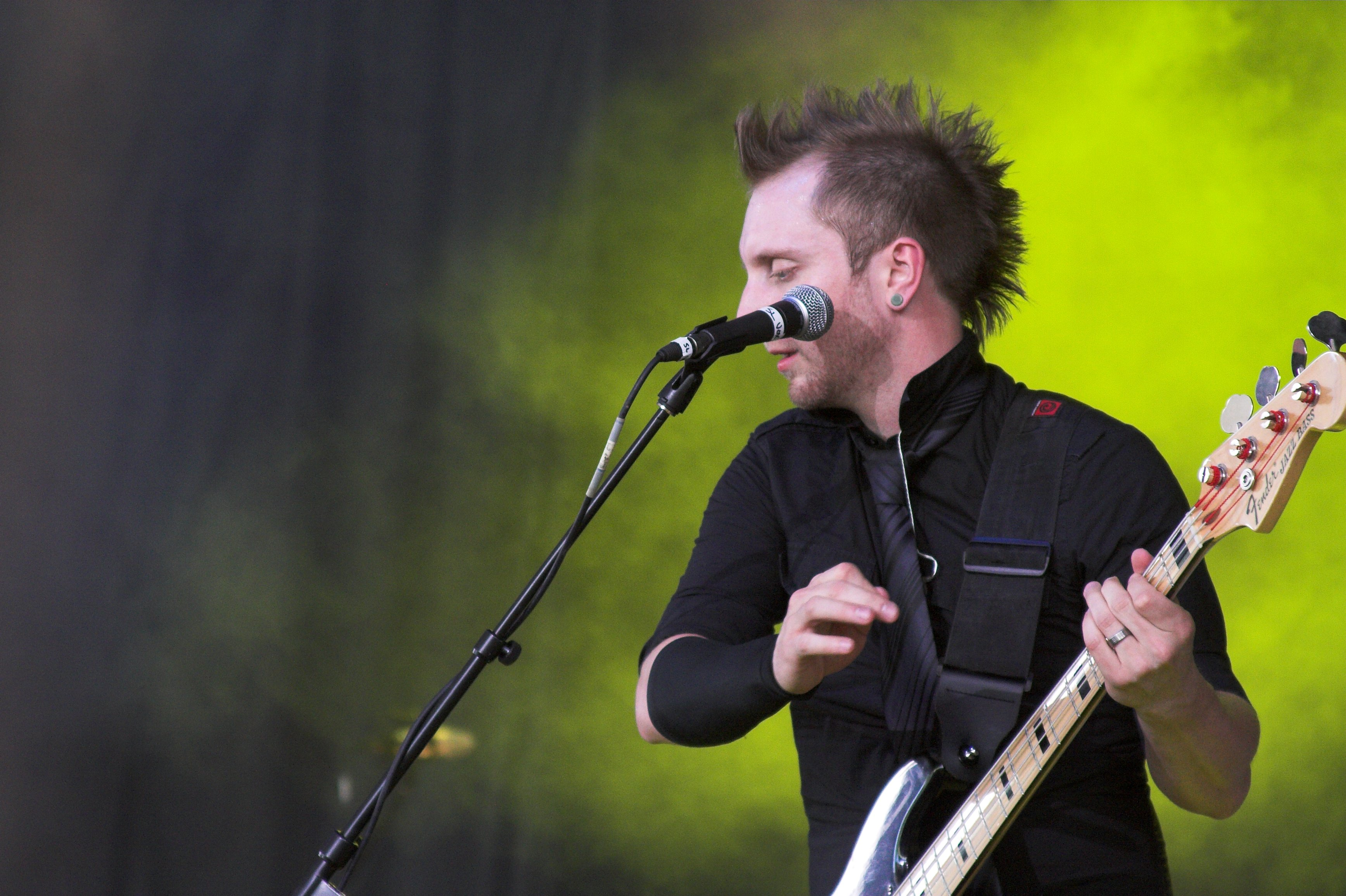
Baixista Joel Bruyere

Trevor McNevan disse no dia 6 de janeiro de 2009 que a banda estava escrevendo músicas para o novo álbum. O álbum se chamaria Welcome to the Masquerade e estava previsto para ser lançado no 2º semestre de 2009. A música "Fire It Up" foi incluída em videogames como EA Sports NHL 10 e no trailer do filme G.I. Joe: The Rise of Cobra.

### The End Is Where We Begin (2012 - presente)
Em 2012, eles anunciaram a saída do Tooth & Nail Records para lançar o CD independente The End is Where we Begin. A música "War of Change" foi disponibilizada para download gratuito no início de dezembro. "War of Change" foi a música tema da edição de 2012 do WWE Over the Limit.

### Made In Canada: The Collection 1998-2010 (2013 - presente)
Thousand Foot Krutch lançou sua primeira compilação de sucessos, Made In Canada: The Collection 1998-2010, no dia 15 de outubro pela Tooth & Nail Records, e Distribuída pela Capitol Christian Distribution. A nova coleção destaca os hits do passado, que ajudaram a construir uma das melhores banda de rock hoje. A compilação apresenta as faixas favoritas dos fãs... canções, como "Rawkfist", "Move", "Fire It Up", "Phenomenon", "Falls Apart", "Bring Me To Life" e mais seis...e mais duas faixas nunca antes lançadas, "Complicate You" e "Searchlight".

### Oxygen: Inhale (2014)

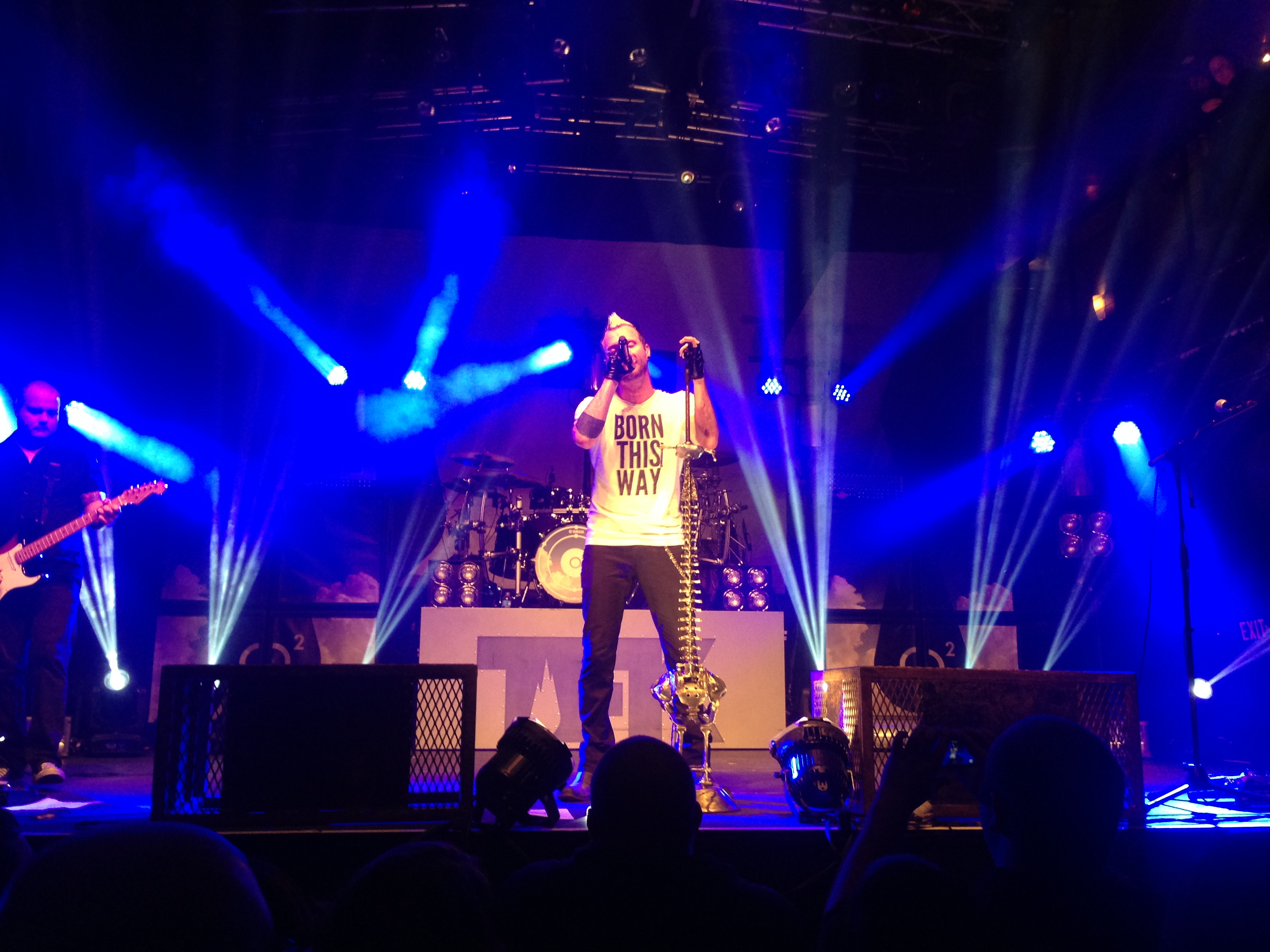
TFK em Mineápolis, Mill City Nights,

Thousand Foot Krutch divulgou em Março de 2014 o início da gravação de seu novo álbum Oxygen. Trevor McNevan disse em uma entrevista a Rock on the Range que o álbum será lançado dia 26 de agosto de 2014.[carece de fontes?] O primeiro single foi lançado dia 22 de julho, intitulado de "Born This Way". O segundo single, "Untraveled Road" foi lançado dia 6 de agosto via YouTube. Junto ao lançamento do segundo single, foi aberta a Pré-venda do álbum.

### Exhale (2016)
O álbum Exhale foi lançado pela banda Thousand Foot Krutch em 17 de junho de 2016, por meio do selo The Fuel Music. Antes do lançamento oficial, foram divulgados três singles: "Born Again", lançado em 11 de dezembro de 2015, "Incomplete", em 1º de fevereiro de 2016, e "Running with Giants", em 25 de fevereiro de 2016, que também recebeu um videoclipe, lançado em 26 de abril do mesmo ano no YouTube.

### Hiato e retorno (2017–presente)
Durante o segundo semestre de 2017, o Thousand Foot Krutch anunciou um hiato por tempo indefinido, justificando a decisão com a necessidade de tempo para assuntos pessoais e familiares. Após a pausa, Trevor McNevan passou a atuar em um projeto musical paralelo. Dias antes, em 15 de setembro, havia sido lançado o álbum ao vivo Untraveled Roads.
Em 2023, após cinco anos de hiato, a banda anunciou seu retorno com o lançamento de The End Is Where We Begin: Reignited, uma regravação colaborativa do álbum original de 2012. O projeto consistiu no relançamento de faixas com participação de outras bandas, entre elas Adelitas Way, New Medicine, Art of Dying, Red e Citizen Soldier.

## Integrantes

### Atualmente
- Trevor McNevan - vocais, guitarra (1995-presente)
- Joel Bruyere - baixo, vocal de apoio (1999-presente)
- Steve Augustine - bateria (2002-presente)

### Ex-integrantes
- Neil Sanderson - bateria (1996-1997)
- Tim Baxter - guitarra baixo (1995-1998)
- Dave Smith - Guitarra (1996-2002)
- Christian Harvey - bateria (1997-2000)
- Geoff "Johnny Orbital" Laforet - bateria (2000-2002)

## Discografia
Álbuns
- 1997: That's What People Do
- 2001: Set It Off
- 2003: Phenomenon
- 2005: The Art Of Breaking
- 2007: The Flame In All Of Us
- 2009: Welcome To The Masquerade
- 2012: The End Is Where We Begin
- 2013: Made In Canada
- 2014: Oxygen: Inhale
- 2016: Exhale
- 2016: The Ultimate Playlist
- 2017: Untraveled Roads (live)
- 2021: Thousand Foot Krutch Collection

Singles
- 2004 - Rawkfist — Phenomenon
- 2005 - Absolute — The Art Of Breaking
- 2005 - Move — The Art Of Breaking
- 2006 - The Art Of Breaking — The Art Of Breaking
- 2006 - Breathe You In — The Art Of Breaking
- 2007 - What Do We Know — The Flame In All Of Us
- 2007 - Falls Apart — The Flame In All Of Us
- 2008 - Favorite Disease — The Flame In All Of Us
- 2013 - Searchlight — Made In Canada
- 2013 - Complicate You — Made In Canada

## Prêmios
Juno Awards
- 2005: Nomeado - Álbum Cristão - Gospel Do Ano - Phenomenon
- 2006: Nomeado - Álbum Cristão - Gospel Do Ano - The Art Of Breaking
- 2008: Nomeado - Álbum Cristão - Gospel Do Ano - The Flame In All Of Us

Covenant Awards
- 2005: Venceu - Artista Do Ano
- 2005: Venceu - Banda Do Ano
- 2005: Venceu - Álbum De Rock Do Ano - The Art Of Breaking
- 2006: Venceu - Videoclipe Do Ano - Move
- 2008: Nomeado - Banda Do Ano
- 2008: Nomeado - Álbum Pesado Do Ano - The Flame In All Of Us
- 2008: Nomeado - Música Pesada Do Ano - Falls Apart
- 2009: Nomeado - Canção De Rock Do Ano - What Do We Know